# Instituto de Informática da Universidade Federal de Goiás
O Instituto de Informática (INF) é uma das faculdades da Universidade Federal de Goiás, localizado no Campus Samambaia, em Goiânia, fundada em 1996.
A Universidade Federal de Goiás tem se constituído uma instituição de referência no ensino e pesquisa em Computação e Informática no estado de Goiás, desde a década de 70 com a criação do Departamento de Estatística e Informática (DEI). Em 1983, foi criado o curso de bacharelado em Ciência da Computação cuja primeira turma ingressou em 1984. O curso foi reconhecido através da portaria 431/88 do MEC, em 2019 cria o o primeiro curso de bacharelado em Inteligência Artificial do pais, com a primeira turma em 2020/1.
A graduação em Ciência da Computação da UFG conquistou nota máxima no Conceito Preliminar de Curso (CPC), do Inep, e no ENADE, nas avaliações de 2005, 2008 e 2011 (o único da área com conceito 5 no ENADE no estado de Goiás).  Em 2015, o curso de bacharelado em Engenharia de Software recebeu nota máxima na avaliação realizada pelo Ministério da Educação (MEC). 

## Cursos de Graduação
- Ciência da Computação (bacharelado)
- Engenharia de Software (bacharelado)
- Sistemas de Informação (bacharelado)
- Inteligência Artificial (bacharelado)

## Programas de Pós-graduação
- Doutorado em Ciência da Computação (em parceria com a UFMS) [4]
- Mestrado em Ciência da Computação (stricto sensu)
- Especialização em Redes de Computadores e Segurança de Sistemas (lato sensu)
- Especialização em Desenvolvimento de Aplicações WEB com Interfaces Ricas (lato sensu)
- Especialização em Banco de Dados (lato sensu)
- Especialização em Informática Aplicada à Educação (lato sensu)
- Especialização em Verificação e Validação de Software (lato sensu)